# Giovanni Francesco Aldobrandini
Giovanni Francesco Aldobrandini, I principe di Meldola e Sarsina (Firenze, 11 marzo 1545 – Varasdino, 18 settembre 1601), è stato un generale e diplomatico italiano.
Nipote di papa Clemente VIII, condusse tre spedizioni contro gli Ottomani con l'esercito pontificio nel corso della Lunga Guerra.

## Biografia

### Infanzia ed educazione
Appartenente ad un ramo collaterale della famiglia degli Aldobrandini di Firenze, Giovanni Francesco era figlio di Giorgio e nacque nella capitale toscana l'11 marzo 1545. Per quanto non avesse potuto godere di un'istruzione adeguata a questi ruoli, Giovanni Francesco si dimostrò comunque versato in queste pratiche al punto da arrivare a godere di una certa influenza anche sullo stesso pontefice e sul cardinale consigliere Pietro Aldobrandini.

### Matrimonio
Nel 1585 sposò Olimpia Aldobrandini, con la quale ebbe otto figli:
1. Silvestro (1587 – 1612), cardinale;
2. Margherita (1588 – 1646), sposò Ranuccio I Farnese, IV duca di Parma e Piacenza, con il quale ebbe nove figli;
3. Elena (1590 – 1663), sposò Antonio Carafa della Stadera, V duca di Mondragone, con il quale ebbe tre figli;
4. Giorgio (1591 – 1637), II principe di Meldola e Sarsina, sposò Ippolita Ludovisi, con la quale ebbe l'unica figlia Olimpia;
5. Caterina Lesa (1594 – 1620), sposò Marino II Caracciolo, III principe di Avellino, con il quale però non ebbe discendenza;
6. Ippolito (1596 – 1638), cardinale;
7. Pietro (1600 – 1630), duca di Carpineto, sposò Carlotta Savelli, con la quale ebbe due figli;
8. Maria (1601 – 1657), sposò Giovanni Paolo II Sforza, V marchese di Caravaggio, con il quale ebbe quattro figli.

Quando lo zio di sua moglie, il cardinale Ippolito Aldobrandini, venne eletto papa col nome di Clemente VIII il 30 gennaio 1592, si trasferì col resto della famiglia a Roma ove ottenne incarichi di prestigio presso la corte pontificia. Nel marzo del 1592, venne nominato governatore del rione di Borgo e castellano di Castel Sant'Angelo, venendo successivamente nominato comandante della guardia pontificia, generale dell'esercito pontificio ed infine governatore di Ancona nel marzo del 1593.

### Missione diplomatica in Spagna
Per questa fiducia riposta, Clemente VIII gli affidò una delicata missione diplomatica nel novembre del 1594 che prevedeva: in previsione di possibili scontri coi turchi nel vicino oriente, il papa aveva compreso la sua fondamentale necessità di riappacificarsi con le principali monarchie cristiane d'Europa e per questo inviò l'Aldobrandini a cercare di convincere il governo spagnolo a rivedere le proprie posizioni su Enrico IV di Francia e sui suoi rapporti con lo Stato della Chiesa. La missione a Madrid riuscì solo parzialmente perché Filippo II, pur dando il proprio appoggio al pontefice ed all'imperatore Rodolfo II del Sacro Romano Impero per eventuali azioni contro i turchi, si mantenne sfuggente nel futuro delle relazioni con la Francia.

### Guerra contro i Turchi in Ungheria e morte
Giovanni Francesco fece ritorno a Roma il 16 maggio 1595 e Clemente VIII gli affidò il comando di un contingente di truppe che era intenzionato ad inviare in Ungheria in supporto all'esercito imperiale ivi presente. Il 4 giugno di quello stesso anno, presso la Basilica di Santa Maria Maggiore a Roma, fu Clemente VIII in persona a consegnare al nipote, con una solenne cerimonia, il bastone di comandante d'esercito e dopo un mese giunse ad Hainburg an der Donau, appena sotto le mura di Vienna. Da qui, in agosto, le truppe si spostarono a Esztergom, città assediata vittoriosamente dalle truppe imperiali, la quale cadde il 2 settembre successivo. Come comandante l'Aldobrandini prese quindi parte alla presa di Esztergom (Strigonio), ma non poté proseguire oltre nella campagna a causa di gravi dissidi tra i papalini e gli imperiali, oltre ad una epidemia che colpì le truppe nel mese di settembre, fatti che indussero Clemente VIII a ritirare il proprio corpo di spedizione.
Nel febbraio del 1597, Clemente VIII inviò nuovamente Giovanni Francesco in missione diplomatica, questa volta a Vienna presso l'imperatore Rodolfo II, in previsione di una nuova campagna miliare in Ungheria contro i turchi. Nel luglio di quello stesso anno partì alla volta di Ovgr al fianco dell'arciduca Massimiliano. Il piano d'azione di Giovanni Francesco prevedeva l'immediata conquista di Buda che, colta di sorpresa, avrebbe inflitto una notevole sconfitta demoralizzante al nemico, ma i comandanti militari alleati (che infine prevalsero) proposero invece di attaccare e conquistare prima le città di Pápa e Giavarino. Il primo assedio fu affare di qualche giorno, mentre l'Assedio di Giavarino si protrasse per due mesi sino a quando non venne tolto dall'arciduca Massimiliano. Le truppe pontificie, pur distintesi in entrambi i combattimenti, apparivano ancora una volta decimate dall'epidemia e per questo Giovanni Francesco decise di sciogliere l'esercito e di fare ritorno a Roma coi duemila uomini rimastigli.
Per ricompensarlo dell'oneroso servizio svolto a favore della chiesa, Clemente VIII gli concesse il titolo di principe appoggiato ai feudi di Meldola e Sarsina, garantendogli una rendita di 60.000 scudi annui, coi quali acquistò nuove terre in Emilia e ritirandosi a vita privata
Quando nel 1601 Clemente VIII propose nuovamente la costituzione di un corpo di spedizione pontificio da inviare in Ungheria contro i turchi, Giovanni Francesco venne prescelto ancora una volta come comandante e partì da Roma il 1º giugno con novemila uomini. Due mesi dopo giunse coi suoi uomini a Varadino dove si ritrovò ancora una volta con gli alleati imperiali, ma ancora una volta sorsero delle divergenze sulla strategia militare da adottare: contrariamente a quanto aveva proposto qualche anno prima, Giovanni Francesco propose di attaccare e conquistare la piazzaforte di Kanisza per indebolire il nemico anziché abbattersi direttamente su Buda come i generali imperiali proponevano. Non ebbe ad ogni modo maniera di prendere parte ad alcuna operazione in quanto, ammalatosi di febbre, morì improvvisamente il 18 settembre di quello stesso anno, data che risulta da una lettera di suo cognato e cugino Card. Pietro Aldobrandini. La sua salma, trasportata a Roma, ebbe delle esequie solenni e venne sepolta nella Chiesa di Santa Maria sopra Minerva. Nel 1602 Clemente VIII fece erigere una statua in suo onore nella Sala dei Conservatori del Campidoglio.

## Ascendenza
|                                                                  |   |                  | Genitori     |  |  | Nonni |  |  | Bisnonni             |  |  | Trisnonni           |  |
|                                                                  |   |                  |              |  |  |       |  |  | Giorgio Aldobrandini |  |  | Jacopo Aldobrandini |  |
|                                                                  |   |                  |              |  |  |       |  |  | Giorgio Aldobrandini |  |  | Jacopo Aldobrandini |  |
|                                                                  |   | Giuliana N.      |              |  |  |       |  |  | Giorgio Aldobrandini |  |  |                     |  |
| Jacopo Aldobrandini                                              |   |                  |              |  |  |       |  |  | Giorgio Aldobrandini |  |  |                     |  |
|                                                                  |   | Benedetta Bindi  | Jacopo Bindi |  |  |       |  |  |                      |  |  |                     |  |
|                                                                  |   | Benedetta Bindi  | Jacopo Bindi |  |  |       |  |  |                      |  |  |                     |  |
|                                                                  |   | Benedetta Bindi  | …            |  |  |       |  |  |                      |  |  |                     |  |
| Giorgio Aldobrandini                                             |   | Benedetta Bindi  |              |  |  |       |  |  |                      |  |  |                     |  |
|                                                                  |   | Giovanni Ambrogi | …            |  |  |       |  |  |                      |  |  |                     |  |
|                                                                  |   | Giovanni Ambrogi | …            |  |  |       |  |  |                      |  |  |                     |  |
|                                                                  |   | Giovanni Ambrogi | …            |  |  |       |  |  |                      |  |  |                     |  |
| Bartolomea Ambrogi                                               |   | Giovanni Ambrogi |              |  |  |       |  |  |                      |  |  |                     |  |
|                                                                  |   | …                | …            |  |  |       |  |  |                      |  |  |                     |  |
|                                                                  |   | …                | …            |  |  |       |  |  |                      |  |  |                     |  |
|                                                                  |   | …                | …            |  |  |       |  |  |                      |  |  |                     |  |
| Giovanni Francesco Aldobrandini, I principe di Meldola e Sarsina |   | …                |              |  |  |       |  |  |                      |  |  |                     |  |
|                                                                  | … | …                |              |  |  |       |  |  |                      |  |  |                     |  |
|                                                                  | … | …                |              |  |  |       |  |  |                      |  |  |                     |  |
|                                                                  | … | …                |              |  |  |       |  |  |                      |  |  |                     |  |
| Donato dal Corno                                                 | … |                  |              |  |  |       |  |  |                      |  |  |                     |  |
|                                                                  |   | …                | …            |  |  |       |  |  |                      |  |  |                     |  |
|                                                                  |   | …                | …            |  |  |       |  |  |                      |  |  |                     |  |
|                                                                  |   | …                | …            |  |  |       |  |  |                      |  |  |                     |  |
| Margherita dal Corno                                             |   | …                |              |  |  |       |  |  |                      |  |  |                     |  |
|                                                                  |   | …                | …            |  |  |       |  |  |                      |  |  |                     |  |
|                                                                  |   | …                | …            |  |  |       |  |  |                      |  |  |                     |  |
|                                                                  |   | …                | …            |  |  |       |  |  |                      |  |  |                     |  |
| …                                                                |   | …                |              |  |  |       |  |  |                      |  |  |                     |  |
|                                                                  |   | …                | …            |  |  |       |  |  |                      |  |  |                     |  |
|                                                                  |   | …                | …            |  |  |       |  |  |                      |  |  |                     |  |
|                                                                  |   | …                | …            |  |  |       |  |  |                      |  |  |                     |  |
|                                                                  |   | …                |              |  |  |       |  |  |                      |  |  |                     |  |